# Polybia paulista
Polybia paulista, vrsta južnoameričkih pčela iz porodice Eumenidae. Novija istraživanja koja provode Paul Beales i João Ruggiero Neto ukazuju da ova vrsta posjeduju otrov MP1 (Polybia-MP1) koji selektivno ubija rakom zahvaćene stanice ne uništavajući pritom zdrave stanice.
Vrsta živi u Brazilu.